# William H. P. Blandy

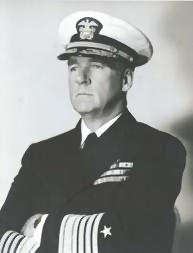
William Henry Purnell Blandy

William Henry Purnell Blandy (* 28. Juni 1890 in New York City, New York; † 12. Januar 1954 in St. Albans, New York), Spitzname „Spike“, war ein Admiral der United States Navy. Bekannt wurde er durch sein Kommando über die Joint Task Force 1 während der Operation Crossroads.

## Leben
Blandy wurde am 28. Juni 1890 in New York City geboren. 1909 wurde er an der United States Naval Academy in Annapolis, Maryland aufgenommen, die er 1913 als Klassenbester abschloss. Er wurde als Fähnrich in die US-Marine aufgenommen und auf das Schlachtschiff Florida versetzt. Während seiner Zeit auf der Florida nahm Blandy an der Besetzung von Veracruz am 21. April 1914 sowie den Einsätzen mit der britischen Grand Fleet gegen Ende des Ersten Weltkriegs teil. Im November 1918 verließ er, befördert zum Lieutenant Commander, das Schlachtschiff und wurde zum Hauptquartier der US-Marine in London versetzt. Nach einiger Zeit beim Bureau of Ordnance besuchte er zur Weiterbildung die Naval Academy und die Naval Gun Factory. 1921/22 war er stellvertretender Feuerleitoffizier auf der New Mexico, danach Executive Officer der Vega. Nach Dienstzeiten auf der Pruitt und der Stewart, bei denen er sein Geschick im Umgang mit Schiffsgeschützen bewies, wurde er zum Leiter der Geschützabteilung des Bureau of Ordnance. Von 1927 bis 1929 kehrte er als Feuerleitoffizier auf die New Mexico zurück, anschließend wurde er 1930 Geschützoffizier im Stab von Admiral Lucius A. Bostwick an Bord der West Virginia. Bis 1934 war er Marineattaché in Brasilien, anschließend erhielt er das Kommando über die Destroyer Division 10. 1936 wurde er Kommandant des Zielschiffs Utah. Nach seiner Beförderung zum Captain 1939 kehrte er zum Bureau of Ordnance zurück, wo er an der Entwicklung von Luftabwehrwaffen beteiligt war.
Im Februar 1941 wurde Blandy zum jüngsten Konteradmiral der Marine befördert und zum Chef des Bureau of Ordnance ernannt. Im Dezember 1943 erhielt er den Befehl über die Amphibious Group One, mit der er an der Invasion Kwajaleins Anfang 1944 teilnahm. Im November 1944 wurde Blandy Kommandant der Amphibious Support Force, sein Flaggschiff war die USS Estes. Er war an der Schlacht um Iwojima sowie der Schlacht um Okinawa beteiligt, anschließend erhielt er den Oberbefehl über die Kreuzer- und Zerstörerflotten der US-Pazifikflotte.

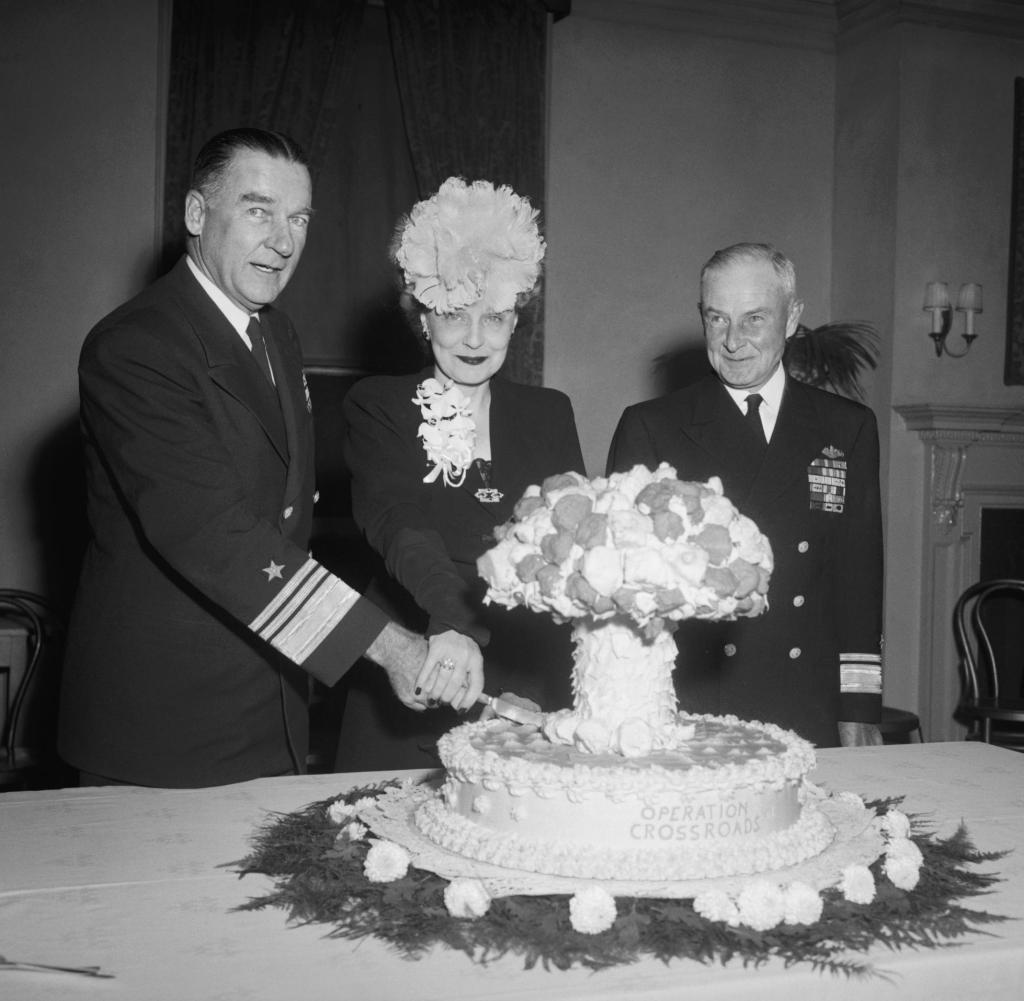
Blandy beim feierlichen Anschnitt einer Atombomben-Torte (1946)

Nach dem Krieg kommandierte Blandy von Bord der USS Mount McKinley die Joint Task Force One, die 1946 im Rahmen der Operation Crossroads Kernwaffentests im Bikini-Atoll durchführte. Aus dieser Zeit ist das berühmteste Zitat von ihm überliefert:

“The bomb will not start a chain-reaction in the water converting it all to gas and letting all the ships on all the oceans drop down to the bottom. It will not blow out the bottom of the sea and let all the water run down the hole. It will not destroy gravity. I am not an atomic playboy, as one of my critics labeled me, exploding these bombs to satisfy my personal whim.”

„Die Bombe wird keine Kettenreaktion im Wasser starten, die alles in Gas verwandelt und Schiffe auf allen Ozeanen auf den Meeresboden fallen lässt. Sie wird kein Loch in den Meeresboden sprengen, durch das alles Wasser abläuft. Sie wird nicht die Schwerkraft zerstören. Ich bin kein atomarer Playboy, wie einer meiner Kritiker mich bezeichnete, der diese Bomben aus einer persönlichen Laune heraus explodieren lässt.“

Im Februar 1947 wurde Blandy zum Admiral befördert und erhielt das Oberkommando über die US-Atlantikflotte. Im Februar 1950 schied er aus dem aktiven Dienst in der US-Marine aus. William H. P. Blandy starb am 12. Januar 1954 im US Naval Hospital in St. Albans, New York. Er ist auf dem Nationalfriedhof Arlington begraben.
Die US-Marine benannte nach ihm den Zerstörer USS Blandy.